# 국제금융센터 (인천)
국제금융센터는 인천에 제안된 마천루였지만 305m 높이의 포스코타워-송도로 변경되었다.

## 내부 시설
| 105 - 102 | 스카이라운지, 전망대, 레스토랑       |
| 101 - 77  | 호텔                                 |
| 76 - 6    | 금융시설, 지원시설                   |
| 5 - 1     | 미정                                 |
| B1 - B2   | 쇼핑센터, 위락시설, 수족관, 레스토랑 |
| B5 - B7   | 지하주차장                           |